# Casimiro Montenegro Filho
Casimiro Montenegro Filho (Fortaleza, Ceará, 29 de outubro de 1904 — Petrópolis, Rio de Janeiro, 26 de fevereiro de 2000) foi um militar brasileiro, idealizador e fundador do Instituto Tecnológico de Aeronáutica (ITA) e do Centro Técnico de Aeronáutica. É patrono da área de engenharia aeronáutica da Força Aérea Brasileira e patrono da 43ª cadeira da Academia Nacional de Engenharia.
Marechal do Ar, Casimiro foi militar do Exército Brasileiro, tendo passado, na criação do Ministério da Aeronáutica, para a Força Aérea Brasileira. Quando ainda era um jovem Tenente-aviador do Exército, foi um dos responsáveis pela criação do Correio Aéreo Militar, que veio a se tornar o Correio Aéreo Nacional.

## Biografia
Casimiro Montenegro Filho nasceu em Fortaleza, estado do Ceará, em 1904, filho de Casimiro Ribeiro Brasil Montenegro e de Maria Emília Pio Brasil. Fez seus primeiros estudos na sua cidade natal e, aos 19 anos de idade, contrariando o seu pai, viaja para a cidade do Rio de Janeiro (com a ajuda do seu irmão mais velho, Alfredo) para tornar-se militar. No Rio de Janeiro, entra para a Escola Militar do Realengo em 1923. Foi declarado a Aspirante-a-Oficial do Exército em 1928. Em 1930, já Tenente do Exército e instrutor de voo, participa da revolução que derruba a velha oligarquia do café com leite.
Em 12 de junho de 1931 realiza o primeiro voo do CAM (Correio Aéreo Militar), entre o Rio de Janeiro e São Paulo, serviço este que ajudou a criar e também abriu várias novas rotas com destinos como o sul e o nordeste do país. No voo realizado em 12 de junho foi acompanhado pelo co-piloto (observador de voo) Tenente Nelson Freire Lavenère-Wanderley, saindo, ambos num avião monomotor biplano Curtiss Fledgling matrícula K263 do Campo dos Afonsos, no Rio, com destino ao Campo de Marte, no centro de São Paulo, porém, por problemas meteorológicos o Curtiss aterrissou no Hipódromo da Mooca e para completar a missão foi necessário pegar um táxi para chegar ao prédio dos Correios na Avenida São João.
Na revolução de 1932 Casimiro era o comandante chefe do Destacamento de Aviação de São Paulo e como permaneceu fiel ao governo federal foi preso pelas tropas paulista, ficando, assim, detido por 85 dias.
Em 1941, graduou-se na primeira turma de Engenharia Aeronáutica pela Escola Técnica do Exército, este incorporado ao Instituto Militar de Engenharia.
Após a criação do Ministério da Aeronáutica, para o qual migrou, proveniente da Aviação do Exército, o Tenente-coronel Casimiro realiza visitas no Instituto de Tecnologia de Massachusetts (MIT), nos Estados Unidos, nos anos de 1943 e 1944, e destas visitas nasce à intenção de criar uma instituição similar no Brasil, com o objetivo de desenvolver profissionais e tecnologia aeronáutica.
Com a ajuda do professor e chefe do Departamento de Engenharia Aeronáutica do MIT, Richard Harbert Smith, desenvolve as diretrizes desta nova instituição. No restante da década de 1940, Casimiro envolve-se, direta e indiretamente, na construção de seu sonho, na cidade de São José dos Campos e no início da década seguinte o CTA e o ITA são uma realidade.
Casimiro ocupou a direção do CTA por longos períodos até 1965, quando foi exonerado pelo Ministro Eduardo Gomes, para não mais retornar. Neste período ausentou-se algumas vezes do cargo, porém sempre trabalhou para o crescimento do instituto que sonhou e idealizou em 1943.

### Morte
O Marechal Casimiro Montenegro Filho morreu aos 95 anos de idade, em Petrópolis, na madrugada do dia 26 de fevereiro de 2000, e foi enterrado com honras militares. O corpo de Montenegro repousa na Cripta dos Aviadores do Cemitério de São João Batista, no Rio de Janeiro.

## Vida Pessoal
Em 25 de fevereiro de 1954, aos 49 anos de idade, Casimiro casa-se com Maria Antonietta, sua sobrinha de 29 anos.

## Homenagens

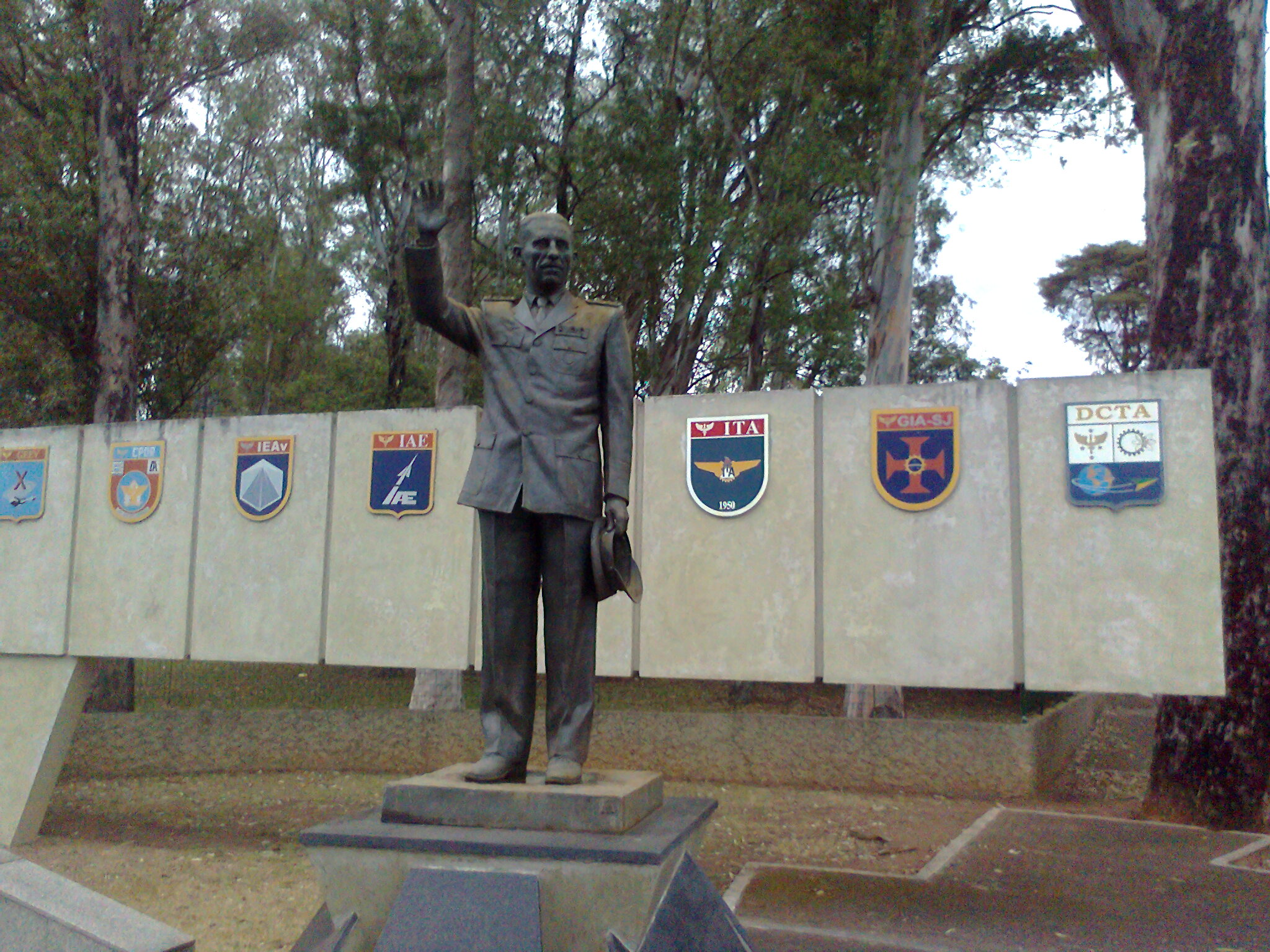
Estátua de Casimiro Montenegro Filho na entrada do DCTA, em São José dos Campos.

Em 1957 foi agraciado com a Medalha do Mérito Santos-Dumont. No dia 2 de Dezembro de 1975 recebeu o título de Doutor Honoris Causa pela Universidade Estadual de Campinas. Foi agraciado em 1981 com o Prêmio Anísio Teixeira em sua primeira edição. Esse prêmio foi criado pelo CAPES para agraciar personalidades que contribuíram para o desenvolvimento da educação no país.
É patrono dos seguintes institutos:
- Força Aérea Brasileira, patrono da Engenharia da Aeronáutica.[5][16]
- Instituto Histórico-Cultural da Aeronáutica, cadeira n°19.[17]
- Academia Nacional de Engenharia, cadeira n° 43.[6]

Sua vida está relatada em pormenores na obra de Fernando Morais Montenegro - As Aventuras do Marechal que Fez uma Revolução nos Céus do Brasil, lançada em 2006 pela Editora Planeta. Também foi publicada no mesmo ano Casimiro Montenegro Filho, de autoria do fundador da Embraer Ozires Silva em parceria com Decio Josué Antonio Fischetti, publicada pela editora Bizz.
Em 21 de maio de 2025, o presidente Luiz Inácio Lula da Silva sancionou a Lei nº 15.135, que inscreve o Marechal Casimiro Montenegro Filho no Livro dos Heróis e Heroínas da Pátria, a Lei é fruto do PL 4.774/2019 de autoria do Deputado Federal Eduardo Cury (PSDB/SP) e a relatoria no Senado Federal ficou a cargo senador Marcos Pontes (PL-SP).

## Promoções
| Patente             | Data |
| ------------------- | ---- |
| Aspirante a oficial | 1928 |
| Tenente-coronel     | 1943 |
| Marechal do ar      |      |